# Корренти, Чезаре
Чезаре Корренти (итал. Cesare Correnti; 3 января 1815, Милан, Австрийская империя, — 4 октября 1888, Леза, Италия) — итальянский писатель и государственный деятель.

## Биография
Статистика обязана ему своими успехами в Италии. Своими журнальными работами и сочинением «L’Austria e la Lombardia» (1845) он готовил умы к объединению Италии. Когда миланское восстание 1848 года, в котором он играл видную роль, не удалось, Корренти поселился в Турине и стал членом палаты депутатов. Позже Корренти занимал пост министра народного просвещения в правительстве Беттино Рикасоли (1866) и Джованни Ланцы (1869—1872) и был сенатором. Его главный труд — «Annuari statistici italiani».